# Llista de governadors dels Països Baixos
Aquests són els governadors que tingué els Països Baixos durant l'ocupació d'aquests territoris per la Corona de Castella, el Regne d'Espanya i el Sacre Imperi Romanogermànic des de mitjans de segle xvi fins a finals del segle xviii.

## Domini dels Habsburgs castellans
Regnat de Felip II de Castella
- 1555 - 1559: Manuel Filibert de Savoia
- 1559- 1567: Margarida de Parma
- 1567- 1573: Fernando Álvarez de Toledo, Tercer duc d'Alba
- 1573- 1576: Lluís de Requesens
- 1576- 1578: Joan d'Habsburg i Blomberg
- 1578- 1592: Alexandre Farnese
- 1592- 1594: Peter Ernst von Mansfeld
- 1594- 1595: Ernest d'Àustria
- 1595- 1596: Pedro Henriquez de Acevedo, comte de Fuentes

Regnat de Felip III de Castella
- 1598 - 1621: Albert VII d'Àustria i Isabel Clara Eugènia d'Espanya

Regnat de Felip IV de Castella
- 1621 - 1633: Isabel Clara Eugènia d'Espanya
- 1633- 1634: Francesc de Montcada, marquès d'Aitona
- 1634- 1641: Cardenal-Infant Ferran d'Àustria
- 1641- 1644: Francisco de Melo, comte d'Assumar
- 1644- 1647: Manuel de Moura Corte-Real, marquès de Castel Rodrigo
- 1647- 1656: Leopold Guillem d'Habsburg
- 1656- 1659: Joan Josep d'Àustria
- 1659- 1664: Luis de Benavides Carillo, marquès de Caracena
- 1664- 1668: Francisco de Moura Corte-Real, marquès de Castel Rodrigo

Regne de Carles II de Castella
- 1668 - 1670: Íñigo Melchior Fernandez de Velasco y Tovar, duc de Feria
- 1670- 1675: Juan Domingo de Zúñiga y Fonseca, comte de Monterrey i Fuentes
- 1675- 1677: Carlos de Gurrea Aragón y de Borja, duc de Villafermosa
- 1678- 1682: Alexandre Farnesi-Parma
- 1682- 1685: Ottone Enrico del Carretto, marquès de Grana
- 1685- 1692: Francisco Antonio de Agurto, marquès de Gastañaga
- 1692- 1701: Maximilià Manuel de Baviera

## Domini dels Borbons espanyols

### Regne deFelip V d'Espanya
- 1701-1704: Isidoro de la Cueva y Benavides, marquès de Bedmar
- 1704-1706: Maximilià-Manuel de Baviera

### Guerra de Successió Espanyola
- 1706-1714: Consell d'Estat

## Domini dels Habsburgs austríacs

### Regne deCarles VI, emperador romanogermànic
- 1715-1716: Joseph Lothar von Königsegg-Rothenfels, comte de Königsegg
- 1716-1724: Hercule-Louis Turinetti, marquès de Prié
- 1724-1725: Wirich von Daun, comte de Daun
- 1725-1741: Maria-Elisabet d'Habsburg

### Regne deMaria Teresa I d'Àustria
- 1741-1743: Friedrich August de Harrach-Rohrau, comte de Harrach-Rohrau
- 1743-1744: Karl Ferdinand von Königsegg-Erps, comte de Königsegg-Erps
- 1744-1746: Carles Alexandre de Lorena

### Dominació francesa
- 1746-1748: Maurici de Saxònia

### Regne deMaria Teresa I d'Àustria
- 1748-1749: Antoniotto de Botta-Adorno
- 1749-1780: Carles Alexandre de Lorena

### Regne deJosep II, emperador romanogermànic
- 1780-1781: Georg Adam von Starhemberg, príncep de Starhemberg
- 1781-1790: Maria Cristina d'Àustria i Albert de Saxònia-Teschen

### Regne deLeopold II, emperador romanogermànic
- 1791-1792: Maria Cristina d'Àustria i Albert de Saxònia-Teschen

### Regne deFrancesc I d'Àustria
- 1793-1794: Carles Lluís d'Àustria